# Твін-Фоллс (округ, Айдахо)
Шаблон:StateAbbr_ 42°21′ пн. ш. 114°40′ зх. д. / 42.35° пн. ш. 114.66° зх. д.
Округ Твін-Фоллс (англ. Twin Falls County) — округ (графство) у штаті  Айдахо, США. Ідентифікатор округу 16083.

## Історія
Округ утворений 1907 року.

## Демографія
За даними перепису 
2000 року 
загальне населення округу становило 64284 осіб, зокрема міського населення було 43347, а сільського — 20937.
Серед мешканців округу чоловіків було 31563, а жінок — 32721. В окрузі було 23853 домогосподарства, 16967 родин, які мешкали в 25595 будинках.
Середній розмір родини становив 3,13.
Віковий розподіл населення поданий у таблиці:
| Стать    | До 15 років | 15-21 | 22-29 | 30-39 | 40-49 | 50-65 | 65-85 | Понад 85 |
| -------- | ----------- | ----- | ----- | ----- | ----- | ----- | ----- | -------- |
| Чоловіки | 7413        | 3838  | 3237  | 4140  | 4491  | 4574  | 3434  | 436      |
| Жінки    | 7168        | 3720  | 3048  | 4109  | 4543  | 4831  | 4382  | 920      |

## Суміжні округи
- Гудінг — північ
- Джером — північний схід
- Кассія — схід
- Елко, Невада — південь
- Овайгі — захід
- Елмор — північний захід

## Виноски
1. ↑  (unspecified title) — Москва: ВИНИТИ РАН, 1964. — С. 40. — 235 с.
2. ↑  U.S. Decennial Census. United States Census Bureau. Архів оригіналу за 12 травня 2015. Процитовано 1 липня 2014.
3. ↑  Historical Census Browser. University of Virginia Library. Архів оригіналу за 11 серпня 2012. Процитовано 1 липня 2014.
4. ↑  Population of Counties by Decennial Census: 1900 to 1990. United States Census Bureau. Архів оригіналу за 30 жовтня 2014. Процитовано 1 липня 2014.
5. ↑  Census 2000 PHC-T-4. Ranking Tables for Counties: 1990 and 2000 (PDF). United States Census Bureau. Архів оригіналу (PDF) за 18 грудня 2014. Процитовано 1 липня 2014.
6. ↑  State & County QuickFacts. United States Census Bureau. Архів оригіналу за 10 грудня 2015. Процитовано 1 липня 2018. [Архівовано 2015-12-10 у Wayback Machine.](англ.) Наведено за англійською вікіпедією.
7. ↑  American FactFinder. Бюро перепису населення США. Архів оригіналу за 26 лютого 2012. Процитовано 31 січня 2008. [Архівовано 2008-05-21 у Wayback Machine.]

| США | Це незавершена стаття з географії США. Ви можете допомогти проєкту, виправивши або дописавши її. |